# اندیس گربودر بزمان
گربودر بزمان یک اندیس فلزی است که در حوالی شهر بزمان استان سیستان و بلوچستان قرار دارد و مادهٔ معدنی موجود در آن، طلا است.سنگ میزبان این اندیس توده نفوذی گرانیتی بزمان و اسکارن مجاور آن. است  در این اندیس، پاراژنز‌های طلا و مس و مولیبدن یافت می‌شوند.